# María Victoria Ovalle
María Victoria Ovalle Ovalle (Santiago, 12 de junio de 1947) es una política y empresaria chilena, conocida como Toyita. Ejerció como diputada de la República entre 1998 y 2002.

## Familia
Hija del empresario Augusto Ovalle Claro y Emma Ovalle Cruz, y tuvo tres hermanos. Estudió en el Colegio de la Monjas Francesas.
Se casó con el empresario Francisco Javier Errázuriz Talavera el 20 de junio de 1965 y tuvieron siete hijos  (Francisco Javier, Matías Rafael, María Victoria, María Ignacia, Carolina y las mellizas Macarena y Magdalena). Reside en Las Condes y lo hizo también junto a su marido hasta el fallecimiento de este.

## Vida pública
Su marido fue candidato presidencial en 1989, asumiendo un rol público durante la campaña. Posteriormente se unió al partido fundado por Errázuriz, la Unión de Centro Centro (UCC), renombrado posteriormente Unión de Centro Centro Progresista (UCCP).
En las elecciones parlamentarias de diciembre de 1997 fue candidata a diputada, en representación de la UCCP, por el distrito N.° 35, que comprende las comunas de Chépica, La Estrella, Litueche, Lolol, Marchigüe, Nancagua, Navidad, Palmilla, Paredones, Peralillo, Pichilemu, Placilla, Pumanque y Santa Cruz. Fue elegida con el 13,8% de los votos, y asumió el 11 de marzo de 1998.
Durante su periodo como diputada, integró la Comisión Permanente de Educación, Cultura, Deportes y Recreación, y la Comisión de Salud. Era conocida por su costumbre de tejer durante las sesiones de la Cámara. Tras su salida de la Cámara de Diputados, el 11 de marzo de 2002, no ha vuelto a incursionar en política.
Volvió a la agenda pública en 2011, durante una crisis de salud de su marido, donde acusó a Evelyn Matthei y Laurence Golborne de la delicada situación de Errázuriz.

## Historial electoral

### Elecciones parlamentarias de 1997
- Elecciones parlamentarias de 1997 a Diputado por el distrito 35 (Chépica, La Estrella, Litueche, Marchigüe, Nancagua, Navidad, Palmilla, Paredones, Peralillo (Chile), Pichilemu, Pumanque y Santa Cruz).[5]